# مقاومة التربة
مقاومة التربة هي مقياس لمدى مقاومة التربة للتدفق الكهربائي، بل هو عامل حاسم في تصميم الأنظمة التي تعتمد على مرور التيار الكهربائي خلال سطح الأرض. ويعتبر فهم مقاومة التربة وكيف أنها تختلف مع عمق التربة ضروري لتصميم نظام التأريض في محطات الكهرباء الفرعية أو مانعات الصواعق. كما يجب تصميم الأقطاب الكهربية المناسبة للمحطات وشبكات نقل التيار المباشر ذات الجهد العالي. في معظم المحطات يتم استخدام الأرض لتسريب تيار الخطأ حالة حدوث أخطاء بالنظام.
تختلف قيم مقاومة الأرض بنسبة كبيرة بسبب: الرطوبة ودرجة الحرارة والمحتوي الكيميائي. والقيم النموذجية هي:
- قيم اعتيادية: من 10 إلى 1000 (أوم-متر)
- قيم استثنائية: من 1 إلى 10000 (أوم-متر)

في الولايات المتحدة تستخدم (أوم-سم) كوحدة قياس مقاومة التربة بدلًا من وحدة (أوم-متر) في نظام الوحدات الدولي.

## القياس
نظرًا لاختلاف نوعية التربة كلما اختلف العمق واتسعت المساحة. هناك عدة طرق لقياس مقاومة التربة مثل:

### طريقة وينر
تعد طريقة وينر الموضحة بالشكل هي أكثر الطرق استخدامًا وشيوعًا.
ويمكن حساب مقاومة التربة في هذه الطريقة من العلاقة:
{\displaystyle \rho _{E}={\frac {4\cdot {\pi }\cdot a\cdot R_{W}}{1+{\frac {2\cdot a}{\sqrt {a^{2}+4\cdot b^{2}}}}-{\frac {a}{\sqrt {a^{2}+b^{2}}}}}}\,} 
بحيث
ρE = مقاومة التربة (أوم-متر)
a = المسافة بين الأقطاب (متر)
b = عمق الأقطاب (متر)
RW = مقاومة وينر وتحسب "V/I" كما بالشكل (أوم)
إذا كانت b صغيرة مقارنة بـa، فيمكن كتابة العلاقة بالصيغة التالية:
{\displaystyle \rho _{E}=2\cdot \pi \cdot a\cdot R_{W}\,}

### طريقة شلمبرجر
في طريقة شلمبرجر المسافة بين أقطاب الجهد هي a بينما المسافة بين أقطاب الجهد والتيار هي c (انظر الشكل).
وباستخدام طريقة شلمبرجر، إذا كانت b صغيرة مقارنة بـa وc، وc>2a، تصبح العلاقة كالتالي:
{\displaystyle \rho _{E}={\pi }{\frac {c\cdot (c+a)}{a}}R_{S}\,}
بحيث
ρE = مقاومة التربة (أوم-متر)
a = المسافة بين أقطاب الجهد (متر)
b = عمق الأقطاب (م)
c = المسافة بين أقطاب الجهد والتيار (متر)
RS = مقاومة شلمبرجر وتحسب "V/I" كما بالشكل (أوم)

### التحويل بين القيم المقاسة باستخدام طريقة وينر وشلمبرجر

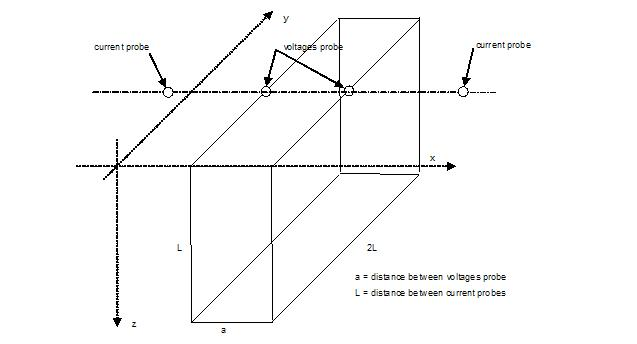
الحجم المقاس

يمكن التحويل بين القيم المقاسة بطريقة وينر وطريقة شلمبرجر بنتائج تقريبية فقط.
إذا تم قياس مقاومة التربة باستخدام طريقة شلمبرجر وكانت تساوي ρE، فمن الشكل يمكن اعتبار أن a=L/3، وتصبح العلاقات كالتالي:
{\displaystyle R_{W}={\frac {\rho _{E}}{2\cdot \pi \cdot a_{W}}}\,}
و
{\displaystyle a_{W}={\frac {a_{S}+2c}{3}}\,}
بحيث:
RW = مقاومة وينر المكافئة (أوم)
aW = المسافة المكافئة بين أقطاب الجهد بطريقة وينر (متر)
c = المسافة بين أقطاب الجهد والتيار بطريقة شلمبرجر (m)
وإذا أعطيت قيمة مقاومة شلمبرجر، تصبح العلاقة كالتالي:
{\displaystyle \rho _{E}={\pi }{\frac {c\cdot (c+a_{S})}{a_{S}}}R_{S}\,}
طريقة وينر هي الأكثر استخدمًا لقياس مقاومة التربة لأغراض التأريض الكهربي. بينما تم تطوير طريقة شلمبرجر لزيادة إشارة الجهد لأجهزة السابقة قليلة الحساسية.

## تباين مقاومة التربة
يرجع اختلاف قيم مقاومة الأرض إلى:
1. الرطوبة
2. درجة الحرارة
3. المحتوي الكيميائي للتربة
4. الملح في التربة

## التآكل
يعتبر قياس مقاومة التربة من أهم العوامل اللازمة لتحديد التآكل الذي تسببه التربة. ويتم تصنيف تآكل الذي تسببه التربة على أساس المقاومة الكهربية من قبل الثابت البريطاني BS-1377 على النحو التالي:
- ρE > 100 أوم-متر: تآكل قليل
- 50 < ρE < 100 أوم-متر: تآكل معتدل
- 10 < ρE < 50 أوم-متر: متآكل
- ρE < 10 أوم-متر: تآكل شديد